# Рельєф очей
Рельєф очей оптичного приладу (наприклад, телескопа, мікроскопа або бінокля) — це відстань від останньої поверхні окуляра, в межах якого око користувача може отримати повний кут огляду. Якщо око глядача знаходиться за межами цієї відстані, буде отримано зменшене поле зору. Розрахунок рельєфу ока є складним, хоча, як правило, чим вище збільшення і чим більше передбачуване поле зору, тим коротше рельєф ока.

## Полегшення ока та вихідна зіниця
Властивості рельєфу ока не слід плутати з вихідною шириною зіниці інструменту: це найкраще описати як ширину конуса світла, доступного глядачеві на точній відстані очного рельєфу. Вихідний зіниця, більший за зіницю спостерігача, витрачає трохи світла, але допускає певні повороти в русі в сторону без віньєтування або відсікання. І навпаки, вихідна зіниця, менша за зіницю ока, буде використовувати весь доступний світло, але оскільки вона не може терпіти великих похибок у вирівнюванні очей, це часто призводить до віньєтування або відсікання зображення.
Ширина вихідного зіниці, скажімо, бінокуляра, може бути розрахована як діаметр об'єктива, поділений на збільшення, і дає ширину вихідного конуса світла в тих самих розмірах, що і об'єктив. Наприклад, бінокль 10×42 має 4.2 вихідний конус шириною мм і досить зручний для загального використання, тоді як подвоєння збільшення за допомогою функції масштабування до 20× призводить до набагато більш критичних 2,1 мм вихідного конуса.

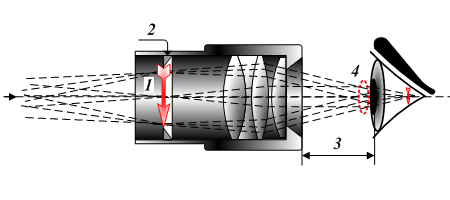
Оптика, що показує рельєф ока і вихід зіниці
1 Реальне зображення 2 Польова діафрагма 3 Полегшення ока 4 Вихідний зіниця

Відстань рельєфу ока може бути особливо важливою для тих, хто носить окуляри та стрільців. Око окуляра, як правило, знаходиться далі від окуляра, так що користувачеві потрібен довший рельєф очей, щоб все одно бачити все поле зору. Простий практичний тест на те, чи обмежують окуляри поле зору, можна провести, переглядаючи спочатку без окулярів, а потім знову з ними. В ідеалі не повинно бути різниці в галузі.
Для стрільця полегшення зору — це також міркування безпеки. Якщо рельєф очей телескопічного прицілу занадто короткий, і око залишається близько від прицілу, віддача вогнепальної зброї може змусити окуляр оптичного диска вдаритися і врізатися в шкіру навколо ока стрілка, залишаючи вигнутий рубцевий розрив на медіальному кінці надглазничного хребта і брови. Це часто називають "укусом розмаху" або "порізом ідіота" через очевидний і тривалий характер такої помилки. Типові відстані рельєфу для очей для телескопічних прицілів часто становлять від одного до чотирьох дюймів (25-100 мм), на відміну від значно коротших 15 до 17 мм для типового бінокля. Ширина вихідних зіниць у прицілах гвинтівки розрахована на більшу, ніж зіниця ока, щоб забезпечити діапазон рухів без віньєтування.

## Доступний рельєф для очей
Рельєф для очей, наведений у специфікаціях виробу, не завжди дає реалістичне уявлення про те, чого може очікувати користувач. Хоча чашки для очей зазвичай можна скласти, щоб надати окуляру змогу наблизитись до бінокулярних окулярів, іноді існують кріплення для лінз, які не дозволяють отримати теоретичний рельєф ока. Кращим показником для тих, хто має суворі потреби, буде той, який враховує цей доступний рельєф для очей, теоретичне значення за вирахуванням будь-якої товщини ободок лінзи. Цей момент може спричинити плутанину у роботі та рідко виражається чітко.
Крім того, коли користувач окулярів замовляє нові окуляри, оптик запитає їх, чи віддають вони перевагу окулярам близько до очей чи на деякій відстані. Ця відстань за рецептом називається відстанню задньої вершини або BVD. Оскільки ця властивість впливає на наявний рельєф очей будь-якого використовуваного бінокуляра чи іншої оптики (телескопів, мікроскопів тощо), це слід мати на увазі на етапі тестування очей. Цю справу слід обговорити з оптиком, хоча єдиним реалістичним способом перевірки комфорту є випробування оптичного пристрою під час носіння звичайних окулярів. Однак оптик може переконатися, що BVD не гірший у нових окулярах, ніж у старих, які використовувались під час оцінки.

## Додавання лінз, що відпускаються за рецептом
Якщо користувач окулярів не може отримати необхідний для них рельєф очей, деякі камери та мікроскопи дозволяють встановлювати лінзи, що відпускаються за рецептом, на їх окуляри. Таким чином, користувач може тимчасово відмовитися від окулярів на користь лінзи, встановленої на оптиці. Хоча цей метод не забезпечує хорошого випадкового бачення поля навколо них, він все одно може бути корисним для деяких.
/